# Pomnik Jana III Sobieskiego w Warszawie

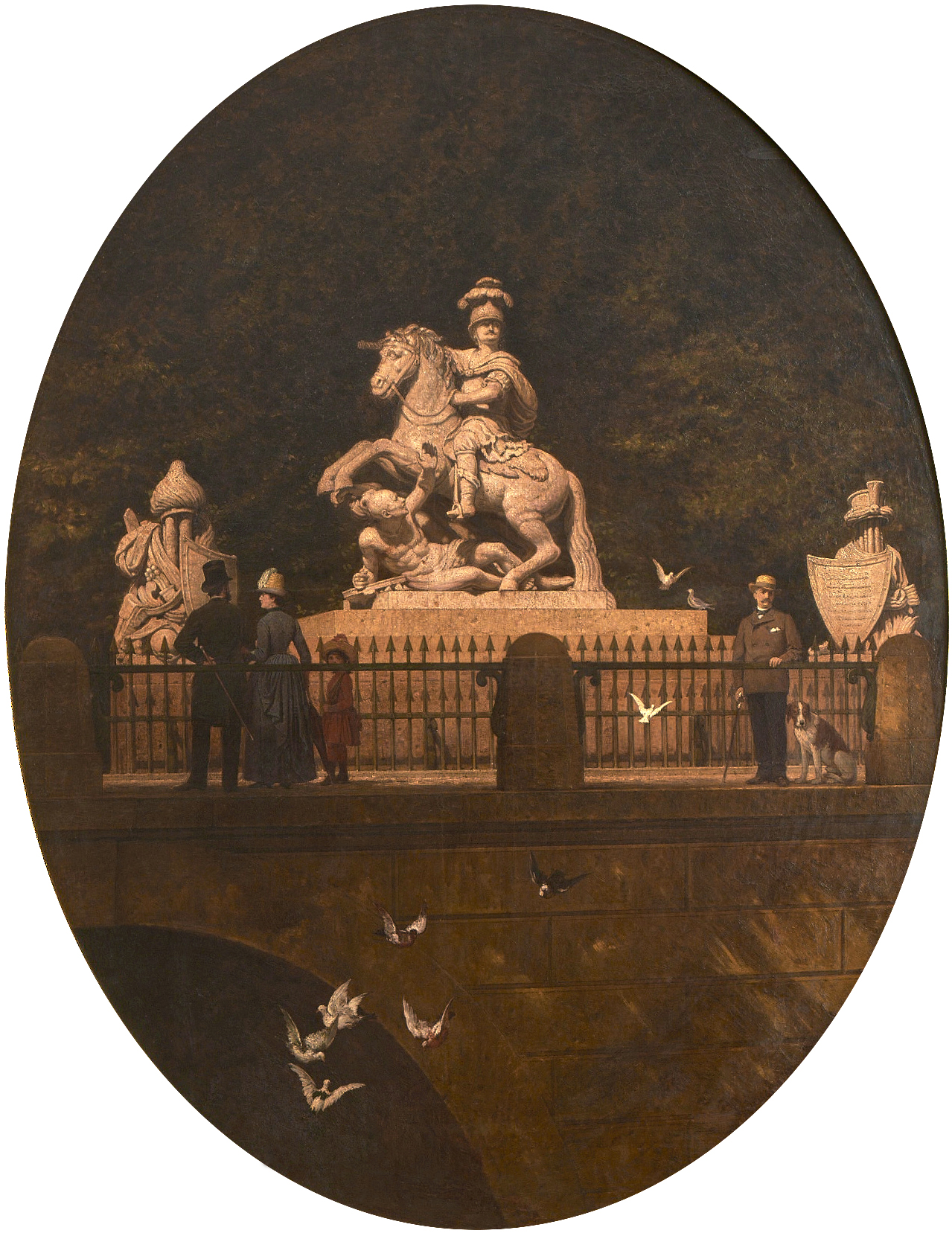
Widok na pomnik Jana III Sobieskiego na Agrykoli autorstwa Cypriana Dylczyńskiego

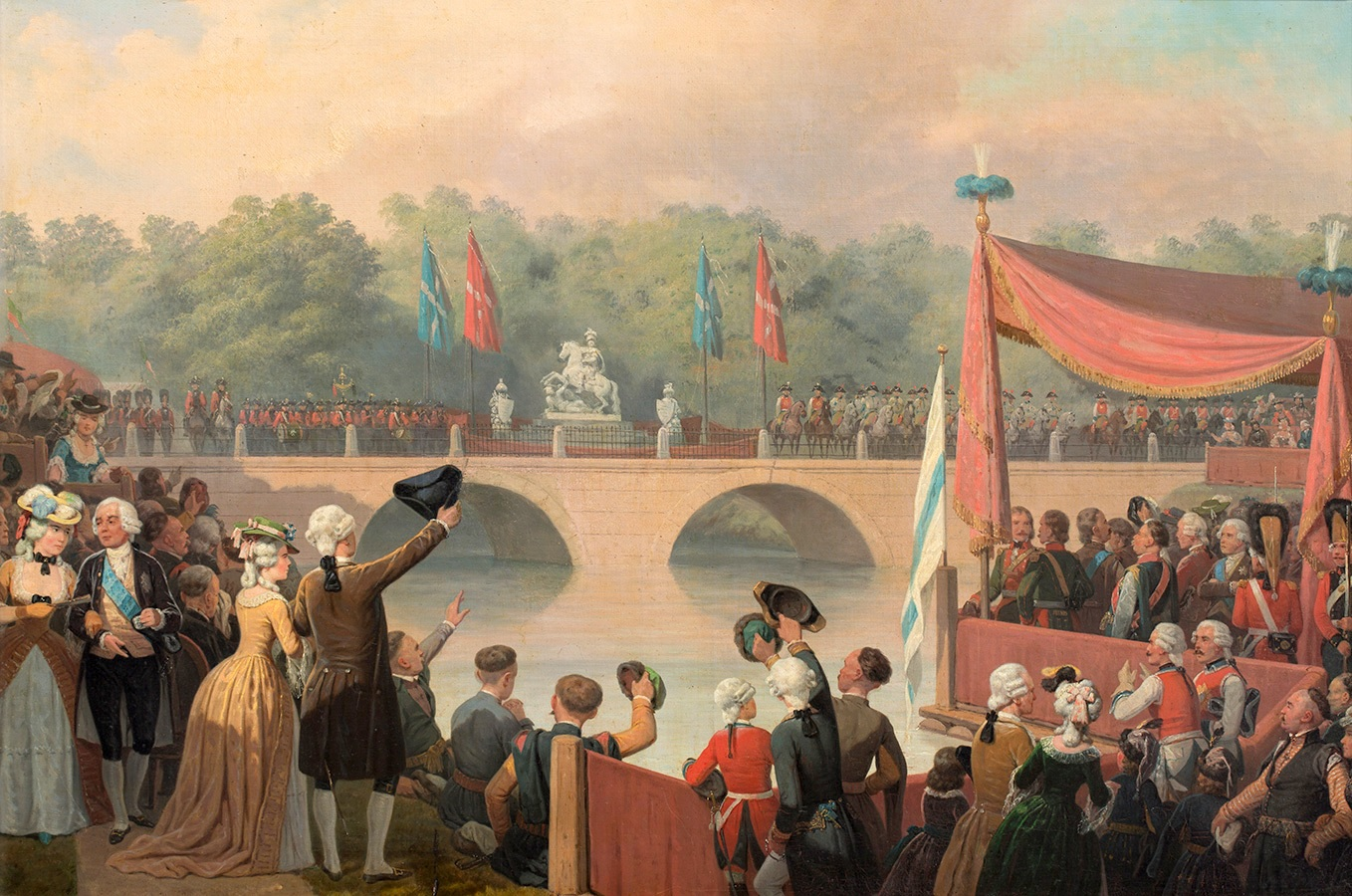
Odsłonięcie pomnika na obrazie Januarego Suchodolskiego

Pomnik Jana III Sobieskiego – monument znajdujący się przy ulicy Agrykola w Warszawie, na osi pałacu Na Wyspie.

## Opis
Wykonanie pomnika zlecił Stanisław August Poniatowski, by w ten sposób uczcić wodza bitwy wiedeńskiej. W obliczu wojny rosyjsko-tureckiej i spodziewanego sojuszu polsko-rosyjskiego, król widząc wzmagające się sympatie Polaków do Szwecji i Turcji, dążył do podsycania nastrojów antytureckich, czemu miało służyć ufundowanie we wrześniu 1788 pomnika Jana III Sobieskiego w Warszawie. Jednak jego propaganda nie przyniosła rezultatów. 
Monument został zaprojektowany przez Andrzeja Le Bruna, a autorem rzeźby był Franciszek Pinck. Wzorem dla Le Bruna był barokowy pomnik przedstawiający Jana III Sobieskiego na koniu, znajdujący się w apartamentach królewskich pałacu w Wilanowie. Duży blok szydłowieckiego piaskowca, z którego rzeźbę wykuto, czekał przygotowany od kilkudziesięciu lat. 
Monument ma wysokość około 4 metrów i ustawiony jest na moście, który został przebudowany według projektu Dominika Merliniego; dodano dwa przęsła i segment z arkadą. Pomnik składa się z trzech części; główna, środkowa to król na koniu w zbroi rycerskiej, z buławą w dłoni i w hełmie z pióropuszem tratujący pokonanych tureckich żołnierzy. Po bokach znajdują się tarcze z inskrypcjami w dwóch językach: po polsku i łacinie. Wsparte są na zdobycznej broni tureckiej. 

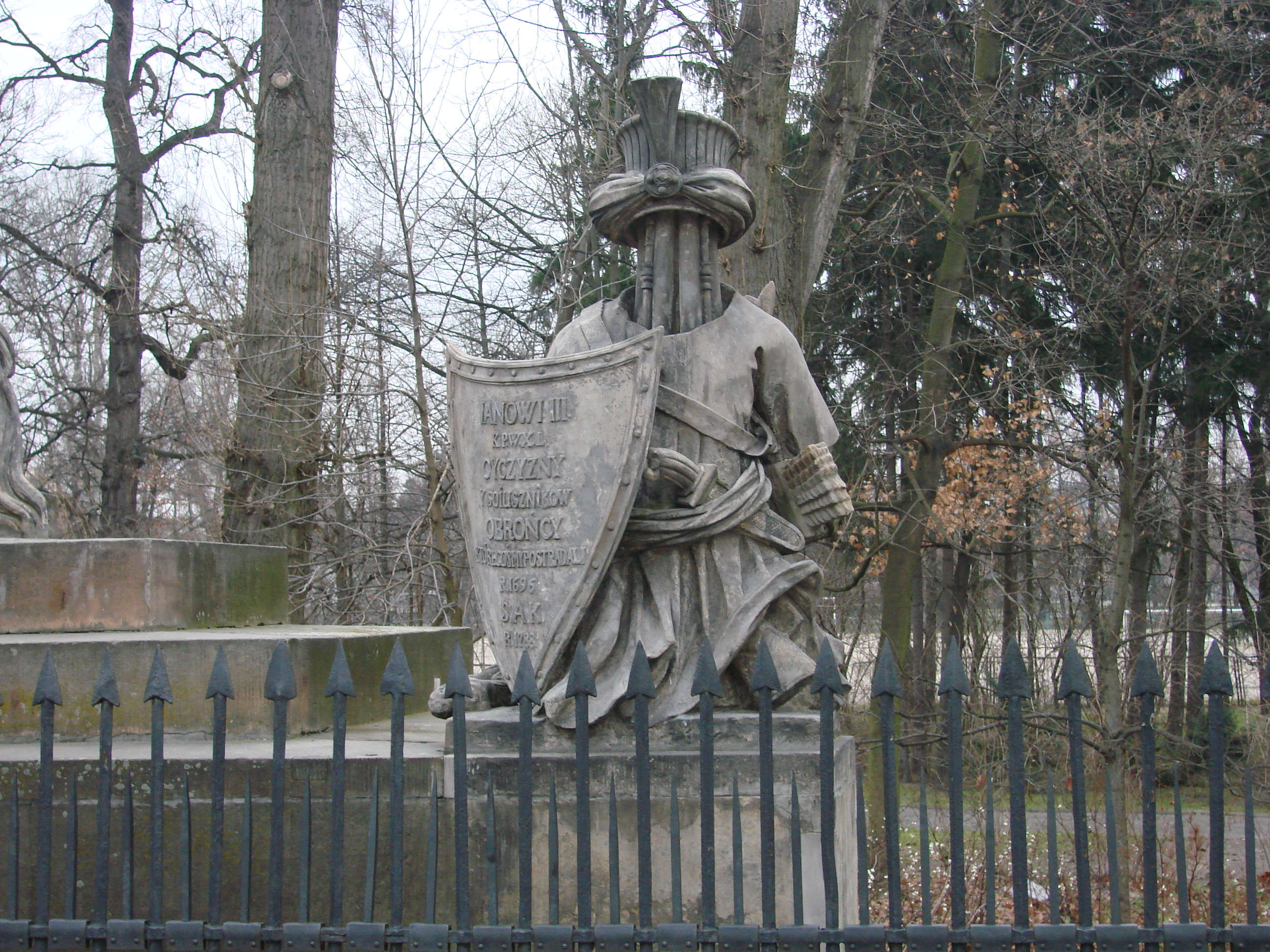
Napis na tarczy z prawej głosi: Janowi III, królowi Polski i Wielkiemu Księciu Litewskiemu, Ojczyzny i sojuszników obrońcy, któregośmy postradali roku 1696. Stanisław August Król. Roku 1788
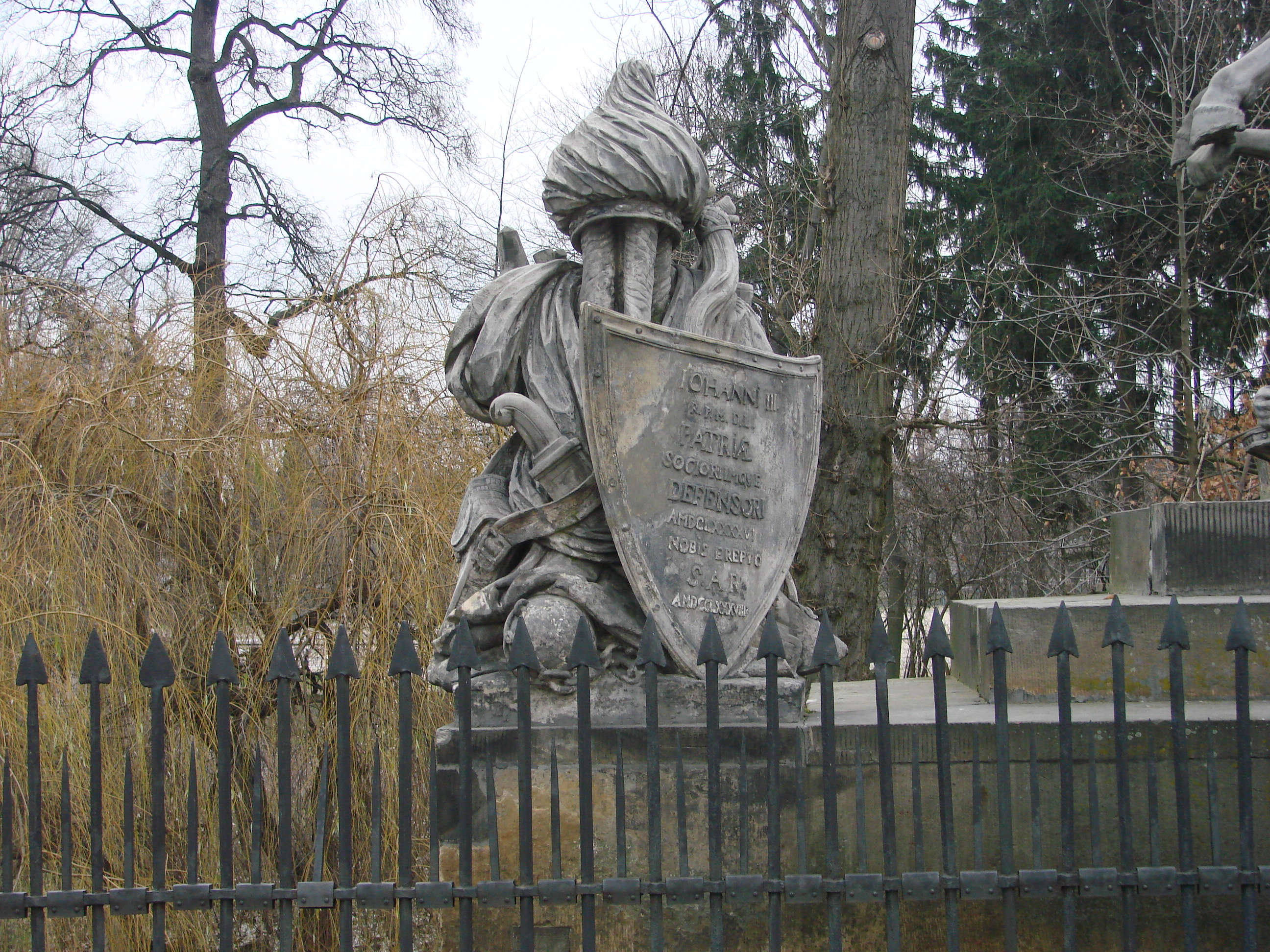
Z lewej strony – napis na tarczy po łacinie

Odsłonięcie pomnika odbyło się 14 września 1788, 105 lat po zwycięskiej odsieczy wiedeńskiej. Most i pomnik są dobrze widoczne z okien rezydencji królewskiej i stanowią północne zwieńczenie kompozycji przestrzennej Łazienek.
Pomnik nie został zniszczony w czasie II wojny światowej. W 1947 przeszedł gruntowną renowację. W 1999 został częściowo zdewastowany przez wandala; trzeba było odrestaurować urwaną rękę Turka i zniszczone napisy. W 2001 znowu wymagał renowacji, tym razem wichura, która przeszła nad Warszawą, strąciła głowę króla do kanału zasilającego staw. W 2022 od posągu króla oderwał się kawałek lewej stopy.

## Inne informacje
- Na uroczystość odsłonięcia pomnika przybyło około 30 tysięcy osób[6].
- Na drugi dzień po uroczystości odsłonięcia pomnika pojawił się na nim rymowany napis[6]:

Bohaterowi Wiednia, co chrześcijan zbawił
Piękny pomnik z kamienia Stanisław wystawił,
Dwakroć złotych kosztował – trzykroć bym dołożył
By Stanisław skamieniał, a Jan III ożył.

- Most na ulicy Agrykoli nazywano, z racji pomnika, Mostem Sobieskiego[6].
- Wokół pomnika w Noc Listopadową gromadzili się powstańcy, gdy dołączyli do nich belwederczycy, razem ruszyli na Arsenał[7].